# Cesare Nosiglia
Cesare Nosiglia (Rossiglione, 5 de outubro de 1944) é um prelado italiano, arcebispo emérito de Turim.

## Biografia
Nasceu em Rossiglione, na província de Gênova e diocese de Acqui, em 5 de outubro de 1944. Logo se mudou com a família para Campo Ligure, município vizinho, onde já moravam parentes.

### Treinamento sacerdotal e ministério
Completou seus estudos nos seminários episcopais de Acqui Terme e Rivoli.
Em 29 de junho de 1968 foi ordenado sacerdote por Dom Giuseppe Dell'Omo.
Foi enviado a Roma para continuar seus estudos; obteve a licença em teologia pela Pontifícia Universidade Lateranense e a licença em Sagrada Escritura pelo Pontifício Instituto Bíblico. Colaborou com as paróquias de San Giovanni Battista de Rossi e San Filippo Neri alla Pineta Sacchetti.
Depois de alguns anos na paróquia, recebeu o cargo no Gabinete Catequético Nacional, onde permaneceu de 1971 a 1991 como vice-diretor e posteriormente diretor.

### Ministério episcopal

#### Bispo auxiliar de Roma, então vice-regente
Em 6 de julho de 1991, o Papa João Paulo II nomeou-o bispo auxiliar de Roma, responsável pela catequese e pelas escolas, e bispo titular de Vittoriana; recebeu a ordenação episcopal no dia 14 de setembro seguinte, na Arquibasílica de São João de Latrão, do cardeal Camillo Ruini, co-consagrando bispos Livio Maritano e Aldo Del Monte.
Em 19 de julho de 1996, o mesmo Papa nomeou-o vice-regente da diocese de Roma, elevando-o à dignidade de arcebispo; ele sucede a Remigio Ragonesi, que renunciou ao cargo após atingir o limite de idade. Durante o Sínodo diocesano de Roma ocupou o cargo de relator geral e presidente da comissão pós-sinodal.
Dentro da Conferência Episcopal Italiana, foi membro da Comissão Episcopal para a Doutrina da Fé e Catequese de 1992 a 1999. Secretário da Comissão Episcopal para a Educação, Escolas e Universidades Católicas desde 1995 e presidente da mesma desde 2000. Nacionalmente, foi presidente do conselho escolar católico nacional e da Organização Internacional de Educação Católica (OIEC) de 1998 a 2002.
Por ocasião do Jubileu de 2000 foi vice-presidente da comissão pastoral missionária do comitê central e presidente do comitê italiano para a Jornada Mundial da Juventude.

#### Bispo de Vicenza
Em 6 de outubro de 2003, o Papa João Paulo II nomeou-o 78º bispo de Vicenza, com o título ad personam de arcebispo; ele sucedeu Pietro Giacomo Nonis, que renunciou após ter atingido o limite de idade. No dia 30 de novembro seguinte tomou posse da diocese.
O seu episcopado é lembrado, entre outras coisas, pela beatificação, na catedral de Vicenza, da serva de Deus Eurosia Fabris Barban, a 6 de novembro de 2005: é a primeira beatificação ocorrida numa Igreja local em Itália, depois da decisão do Papa Bento XVI de celebrar apenas as canonizações em Roma.
Em 25 de maio de 2010 foi nomeado vice-presidente para o norte da Itália da Conferência Episcopal Italiana.
Já nomeado arcebispo de Turim, enfrenta a difícil situação das inundações do Vêneto de 2010, que afetaram a cidade de Vicenza e parte da diocese; cancela todos os compromissos de aproximação à diocese de Turim e visita à sede da Caritas, invadida pela água e pela lama e as paróquias que ficaram submersas. Organizou uma extraordinária recolha para os deslocados no seu último domingo em Vicenza e decidiu celebrar duas missas (a primeira em Cresole e a segunda em Rettorgole, aldeia de Caldogno) para demonstrar a sua proximidade à população. Na tarde de 14 de novembro despediu-se oficialmente da diocese de Berica.

#### Arcebispo de Turim
Em 11 de outubro de 2010, o Papa Bento XVI nomeou-o arcebispo metropolitano de Turim; ele sucedeu ao cardeal Severino Poletto, que renunciou após atingir o limite de idade. No dia 21 de novembro seguinte tomou posse da arquidiocese da catedral de Turim.
Em 5 de janeiro de 2011 foi eleito presidente da Conferência Episcopal Piemontesa, também neste caso sucedendo ao Cardeal Poletto.
No dia 29 de junho de 2011 recebeu o pálio, na Basílica de São Pedro, no Vaticano, do Papa Bento XVI.
No dia 12 de novembro de 2012, o Sínodo dos Jovens, que durou dois anos, foi inaugurado solenemente durante uma celebração na Catedral de Turim.
No ano «O Maior Amor», lema da exposição do Sudário 2015, convida todos os jovens de Turim, da Itália e do mundo a participar na peregrinação ao Sudário, como caminho para redescobrir a si mesmos, as suas motivações, profundidades de vida. No dia 20 de junho de 2015 organizou uma grande vigília de oração em Turim à espera do Papa Francisco: o acontecimento dos oradores e dos jovens. Nos dias 21 e 22 de junho de 2015 recebe o Papa Francisco em visita apostólica à cidade de Turim, por ocasião da exposição do Sudário e do bicentenário do nascimento de São João Bosco. Na manhã desta segunda-feira, 22, ele acompanha o pontífice na histórica visita ao Templo Valdense, a primeira na história do papado.
No dia 9 de novembro de 2015, na catedral de Santa Maria del Fiore, em Florença, proferiu o discurso solene por ocasião da abertura da conferência eclesial nacional como presidente da Comissão Preparatória.
No dia 8 de setembro de 2017 entregou a carta pastoral Mestre, onde moras?, inteiramente dedicada à pastoral juvenil, aos educadores e diretamente a todos os jovens da Arquidiocese de Turim. Dividido em três capítulos, inspira-se no apelo dos primeiros discípulos de Jesus, narrado pelo evangelista João no primeiro capítulo do seu Evangelho (João 1,35-42a).
Em 1º de agosto de 2019, ele anunciou a intenção do Papa Francisco de confirmá-lo no comando da arquidiocese por mais dois anos.
Em 12 de outubro de 2019, após a renúncia de Dom Alfonso Badini Confalonieri por ter atingido o limite de idade, o Papa Francisco nomeou-o administrador apostólico da diocese de Susa. No dia 27 de outubro inicia o seu ministério com uma celebração eucarística na catedral de San Giusto.
No dia 5 de novembro de 2019 lança o Serviço de Apostolado Digital, a primeira experiência do género na Itália e fruto do Sínodo dos Bispos sobre os jovens, a fé e o discernimento vocacional.
A partir de janeiro de 2021 realizará uma visita pastoral à diocese de Susa.
No dia 3 de março de 2021, ele anunciou ao vivo nas redes sociais que uma liturgia especial em frente ao Sudário será realizada no sábado, 3 de abril, a partir das 16h30. A oração da catedral contará com a participação de jovens de Turim envolvidos na preparação do Ano Novo de Taizé, que também oferecerão alguns testemunhos sobre a dor e a esperança que caracterizaram este último ano.
No dia 19 de fevereiro de 2022, o Papa Francisco aceitou a sua renúncia, apresentada por ter atingido o limite de idade, do governo pastoral da arquidiocese de Turim; foi sucedido por Roberto Repole Permanece administrador apostólico da arquidiocese de Turim e da diocese de Susa até a entrada do seu sucessor, que ocorreu nos dias 7 e 8 de maio seguintes, respectivamente.
Como arcebispo emérito permaneceu em Turim, na paróquia de Madonna Addolorata al Pilonetto.